# Parasecodella obscura
Parasecodella obscura är en stekelart som först beskrevs av Thomson 1878.  Parasecodella obscura ingår i släktet Parasecodella och familjen finglanssteklar. Arten är reproducerande i Sverige. Inga underarter finns listade i Catalogue of Life.